# The Sarah Silverman Program
The Sarah Silverman Program là một bộ phim truyền hình hài kịch của Hoa Kỳ phát sóng từ ngày 1 tháng 2 năm 2007 đến ngày 15 tháng 4 năm 2010 trên kênh Comedy Central. Tác phẩm có sự góp mặt của nữ diễn viên từng hai lần đoạt giải Emmy Sarah Silverman, cô cùng với Dan Harmon và Rob Schrab là ba nhân vật đã sáng tạo nên loạt phim này. The Sarah Silverman Program phải đối mặt với nguy cơ bị hủy bỏ vào năm 2009 khi Comedy Central và các nhà sản xuất không thể đạt được thỏa thuận về kinh phí cho mỗi tập của chương trình. Cuối cùng kênh truyền hình cáp Logo TV dành cho cộng đồng LGBT đứng ra hỗ trợ đồng sản xuất mùa ba và đây cũng chính là chương cuối khép lại dự án trong suốt ba năm công chiếu.
Giới chuyên môn đánh giá tích cực về cách tiếp cận không dè dặt của nhân vật chính đối với những vấn đề nhạy cảm tại thời điểm đó như chủ nghĩa nữ quyền, AIDS, đồng tính luyến ái và phân biệt chủng tộc. Bản thân Silverman được Viện Hàn lâm Khoa học và Nghệ thuật Truyền hình xướng tên đề cử trong hạng mục Giải Emmy Giờ Vàng Cho Nữ Diễn Viên Chính Phim Hài Xuất Sắc Nhất vào ngày 16 tháng 7 năm 2009.

## Tiền đề
Tác phẩm xoay quanh cuộc phiêu lưu của Sarah cùng những người bạn tại Valley Village, California, một khu ở thung lũng San Fernando thuộc lưu vực Los Angeles được miêu tả là thành phố tự trị trong chương trình. Silverman vào vai phiên bản hư cấu của chính mình, một phụ nữ độc thân, thất nghiệp, sống cuộc đời vô trách nhiệm trong khi bản thân lúc nào cũng nghĩ mình khá ổn, không quá béo, không quá cô đơn hay lười biếng. Chính những người xung quanh cô mới là những kẻ đáng thương. Đặc điểm nổi bật nhất của Sarah nằm ở cách hành xử như trẻ con, bản tính này thường là nguyên nhân dẫn đến hàng loạt tình huống hài hước khó xử, trong đó cô xúc phạm bạn bè, gia đình và những kẻ hoàn toàn xa lạ. Loạt phim giải quyết những vấn nạn nhức nhối trong xã hội như phá thai, phân biệt chủng tộc và hôn nhân đồng giới, nó đã bị hủy bỏ sau ba mùa phát sóng. Series được ghi hình tại Hollywood Center Studios, Hollywood, California.

## Diễn viên

### Vai chính
- Sarah Jane Anastasia Silverman, còn được gọi là Sarah St. Clair (Sarah Silverman) – Nhân vật chính cực kỳ trẻ con, non nớt, kém giao tiếp lẫn khả năng đồng cảm với mọi người. Cô thường hành động bốc đồng và không hề quan tâm đến thứ gì khác ngoại trừ bản thân mình. Sarah thất nghiệp và sẵn sàng đả kích bất cứ kẻ nào dám bảo cô đi kiếm việc làm, suốt ngày chỉ biết ăn bám và nhờ em gái Laura trả tiền thuê nhà. Tuy nhiên cô vẫn có điểm tốt khi nhận nuôi một chú chó (Doug) được tìm thấy trong thùng rác. Chương trình truyền hình yêu thích của cô là Cookie Party! (nhại lại game show Iron Chef của Nhật Bản), trong đó các thí sinh thi nướng bánh quy, người xem sẽ bình chọn và được dẫn chương trình bởi drag-queen "Mini Coffee" cùng người bạn rối Ookie của anh. Sarah rất thân với Laura, cô thích xem truyền hình cùng em như một nghi lễ hàng tuần và thậm chí còn tham gia chương trình với tư cách thí sinh.[a] Cái gai trong mắt Silverman chính là bạn trai (Jay - một cảnh sát, sau này là chồng) của em gái. Cô thường thể hiện thái độ coi thường anh, thích trả đũa bằng cách phá hoại mối quan hệ của họ đôi khi theo cách ghen tuông vớ vẩn. Sarah theo học trường trung học Valley Village cùng với Brian, Steve và Laura. Cha mẹ hai chị em (Max / Rose Silverman) qua đời khi họ còn nhỏ (bia mộ của Rose ghi rằng bà mất năm 1986 khi Sarah 10 tuổi, Max sau đó vẫn còn sống trong buổi ký tặng sáng của Larry Bird). Lối sống bất cẩn nhưng vẫn thoải mái của Sarah thường là điểm chính trong cốt truyện bộ phim. Phiên bản trẻ trong ký ức của cô do Laura Marano thủ vai.
- Laura Jane Silverman III (Laura Silverman) – Em gái của Sarah (ngoài đời là chị ruột), là một y tá được đào tạo chính quy. Cha mẹ qua đời lúc họ còn nhỏ và gia đình duy nhất còn sót lại của Laura chính là người chị. Dù hay bị Sarah thao túng dễ dàng vì cảm giác tội lỗi thường trực trong lòng, cô vẫn sống có trách nhiệm và dành phần lớn thời gian của mình để chăm sóc bà chị thiếu ý thức. Trong tập đầu tiên, cô khoe với Jay biệt tài có thể ăn 30 quả trứng luộc trong một lần rồi sau đó phải lòng anh. Ngoài ra ở tập phim "Patriot Tact",  Laura cũng từng có rất nhiều lông mu và quyết định cạo sạch hết sau khi được mẹ cho phép trong giấc mộng. Cô theo học trường trung học Valley Village cùng với Brian, Steve và Sarah.
- Brian Damien Spukowski (Brian Posehn) – Người hàng xóm đồng tính và bạn cùng trường trung học Valley Village với Sarah, Steve và Laura, trong đó anh đang hẹn hò với Steve. Là một người đam mê âm nhạc nhưng bài hát duy nhất trên chiếc iPod năm tuổi của Brian là "Two Princes". Anh tuyên bố đó là chất tẩy rửa vòm miệng để ngăn mình phát điên khi chỉ nghe nhạc metal. Trong tập đầu tiên, Brian tuyên bố là người song tính, chính điều này gây ra một số căng thẳng với bạn trai. Trải nghiệm cận kề cái chết khi Sarah đâm xe vào cặp đôi đã mang lại cho Brian sự tỉnh ngộ, sau đó anh tâm sự với Steve mình vẫn là người đồng tính. Dù tham gia các bài học karate nhưng anh chỉ sử dụng các kỹ năng này trong trường hợp cần thiết. Brian và Steve thỉnh thoảng hẹn hò cặp đôi với Laura và Jay, điều khiến họ thầm kinh hãi. Cặp đôi cuối cùng kết hôn trong tập phim "Nightmayor".
- Steven Ned Myron III (Steve Agee) – Người bạn đồng tính và hàng xóm của Sarah đang hẹn hò với Brian. Anh thường đưa ra bình luận hài hước về những trò hề của bạn trai và nhắc nhở họ nên uống nước ngọt Tab dành cho người ăn kiêng. Trong tập đầu tiên, hình ảnh phụ nữ mặc nội y khiến anh phát ốm sau khi thấy Brian dán mắt vào tấm danh mục. Steve thích chơi trò Halo 2 trực tuyến và thường bị tấn công vô cớ bởi những kẻ lạ mặt, họ bảo rằng chỉ muốn đấm cho vài phát mỗi lần nhìn thấy khuôn mặt anh. Steve cũng được biết đến là người có chứng huênh hoang độc hại không ai chịu nổi, chi tiết này được ghi nhận trong một số tập phim chẳng hạn như "Not Without My Daughter", trong đó anh khiến cả đội SWAT phải sơ tán khẩn cấp và bị NSA thẩm vấn sau khi nói với Brian qua điện thoại rằng anh "để lại một quả bom" trong xe cảnh sát của Jay. Mặc dù biết karate, Brian thường thiếu ý chí ngăn cản mọi người đấm bạn trai mình. Sarah và Laura có hai người bạn cùng tên là Steve, họ đặt biệt danh cho anh là "Steve thẳng" để mỉa mai về vấn đề giới tính. Ngoài ra anh còn bị gia đình xa lánh vì công khai chuyện mình đồng tính và có mối quan hệ với Brian. Steven theo học trường Valley Village cùng với Sarah, Brian và Laura. Trong tập phim "Nightmayor", anh và Brian kết hôn.
- Officer Jay McPherson (Jay Johnston) – Một sĩ quan cảnh sát đang hẹn hò với Laura (em gái của Sarah). Cặp đôi gặp nhau khi anh bắt Sarah vì tội lái xe vào hộp cát ở sân chơi sau khi uống quá nhiều xi-rô ho và bất tỉnh. Jay cũng là nghệ sĩ biểu diễn bí mật thuộc thể loại khắc họa nhân vật tình cảm "hài nhẹ nhàng". Anh không thích chị ruột bạn gái và gọi cô là "chú hề cúc cu" (trong tập "Positively Negative"), nhưng vẫn vì Laura mà quên mình giúp đỡ Sarah ngay cả khi cô thề sẽ giết anh. Jay đã giành được giải thưởng "Nhân đạo của năm" nhờ đọc sách cho người mù. Lớn lên, Jay chưa bao giờ tổ chức sinh nhật vì mẹ thường nói rằng ngày nào cũng là sinh nhật của anh (để che đậy chứng nghiện bia và bánh đã giết chết bà). Bộ ria mép màu nâu của Jay là chủ đề để Sarah thường xuyên xúc phạm hoặc ít nhất là đề cập đến ở phần giới thiệu phim. Trong "Muffin' Man", Jay cho biết cộng sự của anh, sĩ quan Paul Tompkins, đã bị đình chỉ vì nổ súng vào một thanh niên gốc Tây Ban Nha vì tội chĩa súng vào người thi hành công vụ. Jay cũng rất gắn bó với chú rùa cưng của mình (Toot) nhưng đã bị Sarah đã bắn chết trong tập phim "Pee". Ở mùa hai, thông tin tiết lộ cho biết anh có người chú bị giết bởi một con lươn điện. Cuối cùng Jay cầu hôn Laura trong phần cuối mùa hai.
- Doug – Chú chó cưng được tìm thấy trong thùng rác lai giữa hai chủng "Chihuahua-Pug" của Sarah.[9] Hầu hết các tập phim đều kết thúc bằng việc Sarah nói với Doug về phản ứng tổng thể của cô đối với các sự kiện vừa diễn ra ngay cả khi nó đang ngủ. Đây cũng là vật nuôi ngoài đời thực của Sarah Silverman.[10]

### Vai định kỳ
- Heather Silverman (Laura Marano) - Một đứa trẻ mồ côi tham lam. Sarah tự nhận giả mạo đây là con gái mình nhằm lợi dụng bé giành chiến thắng trong cuộc thi Hoa hậu Cầu vồng ở tập "Not Without My Daughter".
- Armen (Armen Weitzman) - Một nhân viên ăn nói nhẹ nhàng tại Fan-Tasti-Mart, đây là nhân vật nói chuyện với Brian và Steve trong các cuộc cãi vã giữa họ. Anh đã trở thành bạn của Sarah trong tập "Making New Friends".
- Eddie (Eddie Pepitone) – Đầu bếp tại Romanski's, đây là nhà hàng được Sarah và bạn bè của cô thường xuyên lui tới.
- God (Tucker Smallwood) – Anh là tình một đêm với Sarah trong tập "Batteries", sau đó họ hàn gắn lại mối quan hệ trong "Ah, Men".
- Mini Coffee (Rob Schrab) – người dẫn chương trình bữa tiệc Cookie Party.
- Murray (Murray Gershenz) – Một cư dân lớn tuổi của Làng Thung Lũng (Valley Village). Anh tham gia cùng nhóm bạn mới của Sarah trong "Making New Friends". Đến tập cuối "Wowschwitz", anh được tiết lộ là cựu cai ngục của Đức Quốc Xã.
- The Mustangs (Chris Romano và Kurt Scholler) – Một bộ đôi rắc rối mặc áo vest đỏ trang trí với chữ "M".
- Paul (Paul F. Tompkins) – Cộng sự cảnh sát cũ của Jay.
- Max Silverman (Mark Cohen) – cha ruột của Sarah và Laura. Ban đầu thông tin cho rằng ông đã chết, nhưng trong tập "I Thought My Dad Was Dead, But It Turns Out He's Not", Sarah phát hiện ra cha mình vẫn còn sống sau khi chạm trán tại một hiệu sách. Cô giới thiệu ông với em gái trong chương trình trò chuyện trên truyền hình, lúc này Laura tỏ ra rất tức giận và vô cùng sốc. Lấy cái tên "Loeb Trotters", Max và Sarah bắt đầu đi lưu diễn với tư cách là ca sĩ cover của Lisa Loeb. Vào cuối tập đó, Max được cho là chết thêm "lần nữa" trong một vụ nổ xe buýt. Mãi đến khi phát sóng "Smellin' of Troy", ông mới được xác nhận là còn sống và chỉ bị hôn mê, Laura biết điều này nhưng giữ kín bí mật với chị mình.
- Tig (Tig Notaro) – Cộng sự cảnh sát của Jay. Trong "Muffin Man", Sarah bị cô thu hút đến mức quyết định trở thành người đồng tính.

## Tập phim
| Mùa | Mùa | Số tập | Số tập | Phát sóng gốc       | Phát sóng gốc        | Phát sóng gốc  |
| Mùa | Mùa | Số tập | Số tập | Phát sóng lần đầu   | Phát sóng lần cuối   | Network        |
| --- | --- | ------ | ------ | ------------------- | -------------------- | -------------- |
|     | 1   | 6      | 6      | 1 tháng 2 năm 2007  | 8 tháng 3 năm 2007   | Comedy Central |
|     | 2   | 16     | 16     | 3 tháng 10 năm 2007 | 11 tháng 12 năm 2008 | Comedy Central |
|     | 3   | 10     | 10     | 4 tháng 2 năm 2010  | 15 tháng 4 năm 2010  | Comedy Central |

Cuộc đình công của Hiệp hội Nhà văn Hoa Kỳ suốt hai năm 2007–2008 đã khiến The Sarah Silverman Program bị gián đoạn vào tháng 11 năm 2007. Nửa sau mùa thứ hai bắt đầu phát sóng vào ngày 8 tháng 10 năm 2008. Đến ngày 4 tháng 2 năm 2010 thì phần ba tiếp tục ra mắt khán giả. Tập đầu tiên của series phân loại chỉ dành cho người lớn - "Just Breve", công chiếu trong ngày 1 tháng 4 năm 2010.

### Mùa 1 (2007)
| TT. | Tiêu đề                    | Ngày phát hành gốc  | Mã sản xuất |
| --- | -------------------------- | ------------------- | ----------- |
| 1   | "Officer Jay"              | 1 tháng 2 năm 2007  | 102         |
| 2   | "Humanitarian of the Year" | 8 tháng 2 năm 2007  | 106         |
| 3   | "Positively Negative"      | 15 tháng 2 năm 2007 | 103         |
| 4   | "Not Without My Daughter"  | 22 tháng 2 năm 2007 | 104         |
| 5   | "Muffin' Man"              | 1 tháng 3 năm 2007  | 105         |
| 6   | "Batteries"                | 8 tháng 3 năm 2007  | 101         |

### Mùa 2 (2007–08)
| TT. | Tiêu đề                                                | Ngày phát hành gốc   | Mã sản xuất |
| --- | ------------------------------------------------------ | -------------------- | ----------- |
| 7   | "Bored of the Rings"                                   | 3 tháng 10 năm 2007  | 201         |
| 8   | "Joan of Arf"                                          | 10 tháng 10 năm 2007 | 204         |
| 9   | "Face Wars"                                            | 17 tháng 10 năm 2007 | 203         |
| 10  | "Doodie"                                               | 24 tháng 10 năm 2007 | 202         |
| 11  | "Ah, Men"                                              | 31 tháng 10 năm 2007 | 206         |
| 12  | "Maid to Border aka Brian's Song"                      | 7 tháng 11 năm 2007  | 205         |
| 13  | "High, It's Sarah"                                     | 8 tháng 10 năm 2008  | 213         |
| 14  | "The Mongolian Beef"                                   | 9 tháng 10 năm 2008  | 208         |
| 15  | "Making New Friends"                                   | 16 tháng 10 năm 2008 | 210         |
| 16  | "Patriot Tact"                                         | 23 tháng 10 năm 2008 | 212         |
| 17  | "Pee"                                                  | 30 tháng 10 năm 2008 | 207         |
| 18  | "There's No Place Like Homeless"                       | 6 tháng 11 năm 2008  | 209         |
| 19  | "Fetus Don't Fail Me Now"                              | 13 tháng 11 năm 2008 | 211         |
| 20  | "I Thought My Dad Was Dead, But It Turns Out He's Not" | 20 tháng 11 năm 2008 | 214         |
| 21  | "Kangamangus"                                          | 4 tháng 12 năm 2008  | 215         |
| 22  | "Vow Wow"                                              | 11 tháng 12 năm 2008 | 216         |

### Mùa 3 (2010)
| TT. | Tiêu đề                         | Ngày phát hành gốc  | Mã sản xuất |
| --- | ------------------------------- | ------------------- | ----------- |
| 23  | "The Proof Is in the Penis"     | 4 tháng 2 năm 2010  | 303         |
| 24  | "The Silverman and the Pillows" | 11 tháng 2 năm 2010 | 301         |
| 25  | "A Slip Slope"                  | 18 tháng 2 năm 2010 | 304         |
| 26  | "NightMayor"                    | 25 tháng 2 năm 2010 | 307         |
| 27  | "Smellin' of Troy"              | 11 tháng 3 năm 2010 | 306         |
| 28  | "A Fairly Attractive Mind"      | 18 tháng 3 năm 2010 | 310         |
| 29  | "Songs in the Key of Yuck"      | 25 tháng 3 năm 2010 | 302         |
| 30  | "Just Breve"                    | 1 tháng 4 năm 2010  | 305         |
| 31  | "A Good Van Is Hard to Find"    | 8 tháng 4 năm 2010  | 308         |
| 32  | "Wowschwitz"                    | 15 tháng 4 năm 2010 | 309         |

## Tại gia
Series hoàn chỉnh được phát hành trên DVD vào năm 2012, có sẵn ở độ phân giải cao 16:9 trên nhiều nhà bán lẻ trực tuyến khác nhau. Tập "Face Wars" mùa hai không ra mắt trực tuyến, nội dung tập trung châm biếm việc trở thành người Mỹ da đen dễ hơn là người Do Thái. Trong một cuộc phỏng vấn vào năm 2019, Sarah Silverman cho biết cô đã bị sa thải khỏi một bộ phim sau khi các nhà sản xuất khai quật được bức ảnh tĩnh vào năm 2007 hiển thị khuôn mặt tô đen (blackface) của cô trong tập phim này. Silverman nói với tạp chí GQ việc mắc lỗi là một phần của công việc trong lĩnh vực kịch nghệ: "Bản chất hài kịch không phải là thường xanh. Vậy nên nếu đang thực hiện đúng rồi nhìn lại những thứ cũ của mình, bạn kinh hoàng."

### DVD
| Tên DVD             | Ngày Phát Hành    | Số Tập | Thông Tin Thêm |
| ------------------- | ----------------- | ------ | --- |
| Mùa 1               | 2 tháng 10, 2007  | 6      | Bình luận bằng âm thanh, biểu diễn âm nhạc, hát karaoke và các tính năng bổ sung chưa từng thấy trước đây. Độc quyền của Best Buy, đi kèm với đĩa thưởng gồm nhiều tài liệu hài kịch trung tâm khác nhau của Sarah từ Roasts và Crank Yankers. |
| Mùa 2 (Tập 1)       | 14 tháng 10, 2008 | 6      | Bình luận bằng âm thanh, đoạn phim ngắn kỹ thuật số, cảnh hậu trường, dàn diễn viên và người sáng tạo tại Hội Nghị Truyện Tranh vào năm 2007.                                                                                                  |
| Mùa 2 (Tập 2)       | 9 tháng 2, 2010   | 10     | |
| Mùa 3               | 18 tháng 12, 2012 | 10     | Cuộc trò chuyện của các nhà văn, thí điểm ban đầu, video thử giọng và bình luận âm thanh. |
| The Complete Series | 19 tháng 6, 2012  | 32     | |

## Nhạc nền
Album nhạc phim From Our Rears to Your Ears phát hành vào ngày 2 tháng 3 năm 2010  tập hợp toàn bộ 99 bài hát từ ba mùa của chương trình.

## Đón nhận

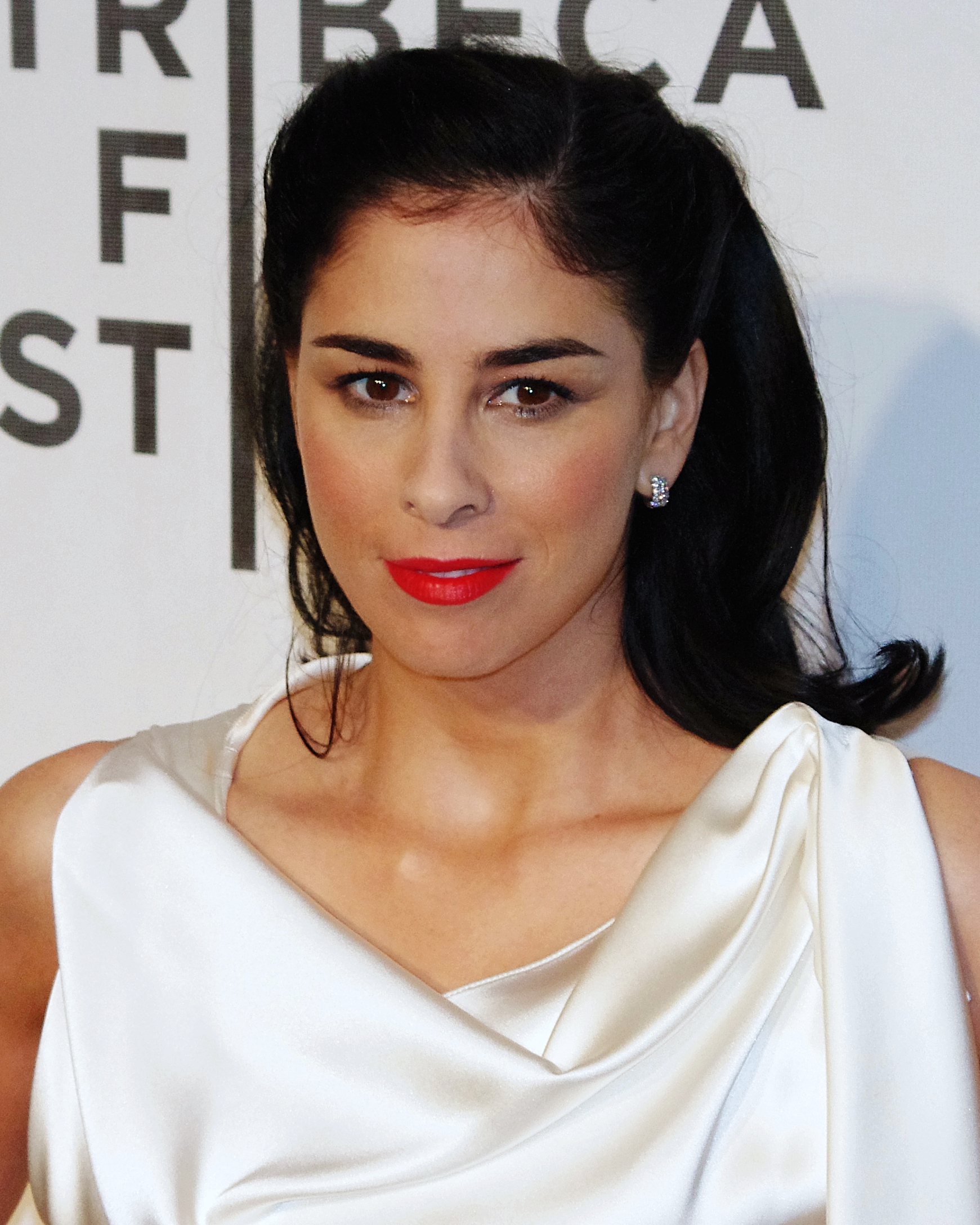
Sarah Silverman

Buổi công chiếu đầu tiên của chương trình đã thu hút lượng người theo dõi rất cao, thống kê cho thấy phim sở hữu tổng cộng 1.8 triệu lượt xem, trong đó nhóm nhân khẩu học 18–49 tuổi chiếm đến 1.3 triệu, thành tích này giúp series mang đến "lượng khán giả lớn nhất của cáp trong đêm". Ngoài ra, con số trên cũng giúp buổi ra mắt tác phẩm trở thành phim hay nhất của Comedy Central kể từ khi trình làng series hoạt hình Drawn Together (2.2 triệu người xem) vào năm 2004. Đúng 11 ngày kể từ thời điểm phát hành (12/02/2007), Comedy Central truyền thông chính thức "đặt hàng 16 tập mới để phát sóng vào mùa thu và mùa xuân tiếp theo". Mạng cho biết quyết định này là do xuyên suốt hai tuần đầu tiên, "đây là chương trình truyền hình cáp giờ vàng được xem nhiều nhất trong số tất cả các bản demo chính." và tuyên bố series là "lần ra mắt khung giờ vàng thành công nhất trong ba năm."
Về lĩnh vực chuyên môn, The Sarah Silverman Program nhận được nhiều đánh giá tích cực từ giới phê bình. Tim Goodman của tờ báo San Francisco Chronicle cho biết chương trình "bùng nổ trí tưởng tượng, táo bạo, quyến rũ thô lỗ và một thế giới quan hài hước không ngừng", đồng thời gọi đây là "viên ngọc quý khác thường." Daniel Fierman của Entertainment Weekly nhận định phim "hoàn toàn vui nhộn." Biên tập viên Tad Friend đến từ The New Yorker gọi series là "sitcom bần tiện nhất trong nhiều năm - và cũng một trong những bộ phim hài hước nhất." Nhà bình luận Doug Elfman của The Chicago Sun-Times viết: "một bộ phim hài hành động trực tiếp buồn cười tựa như loạt phim Chappelle's Show." Bên cạnh đó, cây bút James Poniewozik viết cho tạp chí Time đánh giá đây là một trong mười phim truyền hình mới hay nhất năm 2007 và xếp ở vị trí thứ sáu. Ngoài ra, tác phẩm cũng được ca ngợi vì mô tả không theo khuôn mẫu về cặp đôi đồng tính nam và nhận được một đề cử Giải Thưởng Truyền Thông GLAAD.

### Giải thưởng
Vào ngày 16 tháng 7 năm 2009, màn trình diễn của Silverman đã mang về cho cô đề cử giải Emmy đầu tiên trong sự nghiệp ở hạng mục Nữ Diễn Viên Chính Phim Hài Xuất Sắc Nhất.
| Giải thưởng                  | Năm  | Hạng mục                                       | Người nhận                                                                                        | Kết quả | Ref.          |
| ---------------------------- | ---- | ---------------------------------------------- | ------------------------------------------------------------------------------------------------- | ------- | ------------- |
| Giải Truyền Thông GLAAD      | 2008 | Loạt Phim Hài Xuất Sắc Nhất                    | The Sarah Silverman Program                                                                       | Đề cử   | [ 29 ] [ 30 ] |
| Giải Emmy Giờ Vàng           | 2009 | Nữ Diễn Viên Chính Loạt Phim Hài Xuất Sắc Nhất | Sarah Silverman                                                                                   | Đề cử   | [ 5 ]         |
| Giải Hiệp Hội Nhà Văn Hoa Kỳ | 2008 | Loạt Phim Mới                                  | Dan Fybel, Rich Rinaldi, Rob Schrab, Jon Schroeder, Sarah Silverman, Dan Sterling, Harris Wittels | Đề cử   | [ 31 ] [ 32 ] |
| Giải Hiệp Hội Nhà Văn Hoa Kỳ | 2011 | Hài Tình Tiết Từng Đoạn                        | Dan Sterling (cho tập "NightMayor")                                                               | Đề cử   | [ 33 ] [ 32 ] |